# Louis Joblot
Louis Joblot (Bar-le-Duc, Meuse, [[9 de agostoPENE] de 1645 — Paris, 27 de abril de 1723) foi um cientista francês envolvido com a teoria da origem da vida (biogenese x abiogênese).
Em 1711, o francês Louis Joblot (1645-1723) realizou um experimento no qual distribuiu, em frascos muito bem sujos em barro previamente, caldo nutritivo preparado à base de carne e previamente fervido, de modo a matar todos os microrganismos eventualmente presentes. Alguns dos frascos foram mantidos abertos, enquanto outros foram tapados com um pergaminho (feito de pele de animal). Após alguns dias, Joblot observou os caldos dos frascos ao microscópio; no dos frascos destapados, havia uma grande quantidade de microrganismos, ausentes no caldo dos frascos tapados.
Com esse experimento, o cientista francês acreditou ter resolvido o problema da origem dos seres microscópicos. Ele concluiu que os microrganismos surgiam a partir de ´´sementes`` provenientes do ar e não pela transformação espontânea da matéria inanimada constituinte do caldo nutritivo. E com esse experimento provou a biogênese.
- en español para los que no hablan portugués por moises varco :v
- Louis Joblot ( Bar-le-Duc , Meuse , 9 de agosto, de 1645 - París , 27 de abril de 1723 ) fue un científico francés involucrado con la teoría del origen de la vida ( la biogénesis x abiogénesis ).  En 1711, el francés Louis Joblot (1645-1723) realizó un experimento en el que distribuyó, en frascos de baro, caldo nutritivo preparado a base de carne y previamente hervido, para matar a todos los microorganismos eventualmente presentes. Algunos de los frascos fueron mantenidos abiertos, mientras que otros fueron tapados con un pergamino (hecho de piel de animal). Después de algunos días, Joblot observó los caldos de los frascos al microscopio; en el de los frascos desprendidos, había una gran cantidad de microorganismos, ausentes en el caldo de los frascos tapados.  Con ese experimento, el científico francés creyó haber resuelto el problema del origen de los seres microscópicos. El concluyó que los microorganismos surgían a partir de''sementes`` provenientes del aire y no por la transformación espontánea de la materia inanimada constituyente del caldo nutritivo. Y con ese experimento probó la biogénesis.